# 百度踏揚
百度踏揚（ももとふみあがり、生没年不詳）は、琉球王朝の王女。百十踏揚とも表記される。

## 経歴
第一尚氏王統第六代国王・尚泰久の長女。母は妃（正室）であった護佐丸（中城城主）の娘であり、百度踏揚は護佐丸の外孫にあたる。また、護佐丸は今帰仁城を拠点とした北山王・湧川王子の流れを汲む伊覇按司三世の次男であり、百度踏揚の父・尚泰久の母は護佐丸の曽祖父・伊覇按司一世の長女・眞鍋金であり、いずれも縁戚関係にある。
はじめ勝連城の按司である阿麻和利に嫁いだ。1458年、阿麻和利は護佐丸に叛意があることを王府に知らせ、王命を受けてこれを追討した。しかし、阿麻和利自身が王府に対し謀叛を企てており、首里を攻める準備を進めていた。これを知った百度踏揚は父・泰久王へ知らせるために鬼大城（おにうふぐすく）の異名を誇った従者（付役）の越来賢雄に背負われとともに夫の許を逃れ、王府・首里にたどり着いた。これにより阿麻和利の叛意は王府の知るところとなり、越来賢雄率いる王府軍に滅ぼされた。
その後、越来間切の総地頭職に任じられ越来親方として越来城主となった越来賢雄の妻となった。しかし、1469年に第一尚氏を滅ぼした尚円王擁立のクーデターの際には第一尚氏と近い越来賢雄も攻められ最期は知花城の中腹にある洞窟に追い込まれ、火攻めの末に殺されたとされている。
夫である越来賢雄の死後、父母を同じくする弟の三津葉多武喜（ミツバタブキ）のいた玉城富山の大川グスク（大川城）に身を寄せた後、残りの余生を現在の南城市仲栄真の屋敷で三津葉多武喜と共に過ごし、やがて若いながらに生涯を閉じた。墓所は当初、西ヒチ森の大岩に安置されていたが1962年に中学校建設のために陸上競技場東側にある三津葉多武喜の末裔・仲栄眞腹門中墓の側に移され弟の三津葉多武喜と共に安置されている。

## 系譜
- 父：尚泰久
- 母：護佐丸の娘
- 兄：安次富金橋（実兄、後裔は安次富家）
- 弟：三津葉多武喜（実弟、後裔は仲栄眞家）
- 弟：八幡加那志（実弟、後裔は習氏）
- 前夫：阿麻和利（勝連城主）
- 後夫：越来賢雄（越来城主）